# Benny Greb
Benny Greb (Augusta, 13 giugno 1980) è un batterista tedesco.

## Biografia
Ha iniziato a suonare la batteria all'età di sei anni e ha iniziato a prendere lezioni all'età di dodici anni. Suona una grande varietà di musica e suona rock con Stoppok e il trio Ron Spielman, jazz con The Benny Greb Brass Band e Sabri Tulug Tirpan, funk con Jerobeam, reggae con Bobby McFerrin, fusion con la Norddeutscher Rundfunk Big Band sul progetto di Frank Zappa, con 3erGezimmeR e Wayne Krantz, ed punk rock acustico con Strom & Wasser.
Ha partecipato a molti festival internazionali di batteria come il Montreal Drum Fest del 2005 in Canada, l'Ultimate Drummer Weekend a Melbourne in Australia, il World Drum Festival in Germania, a Londra per il Drummer Live e al prestigioso PASIC event in Texas. Inoltre ha anche suonato al  Modern Drummer Festival 2010, considerato da sempre uno dei più importanti festival internazionali del mondo della batteria.
Nel 2009 è uscito il suo DVD "The Language of Drumming" pubblicato dalla Hudson Music.

## Sponsor
- Sonor
- Vic Firth
- Meinl Percussion
- Remo